# Centrális motivációs állapot
Dalbir Bindra (1922. június 11. – 1980. december 31.) kanadai neuropszichológus és a McGill Egyetem Pszichológiai Intézetében professzora. Elsősorban motivációval és viselkedéssel kapcsolatos területeken végzett jelentős neurobiológiai kutatásokat. Két könyve jelent meg ebben a témában: Motivation: A Systematic Reinterpretation (1959) és A Theory of Intelligent Behaviour (1976).
Bindra teóriája szerint önmagában sem a környezeti incentív ingerek, sem az adott organizmikus (energetikai) állapot nem elégséges a motivált viselkedés létrejöttéhez. Önmagában a táplálékmegvonás nem vezet táplálkozási viselkedéshez, csak akkor, ha maga a táplálék vagy a táplálékot jelző környezeti kulcsingerek jelen vannak. A két tényező együtthatása a központi idegrendszer működésében hoz létre egy olyan változást, amit centrális motivációs állapotként (CMÁ) lehet leírni. Egyrészt megváltoztatja a szenzoros bemenet hatékonyságát, azaz, hogy bizonyos incentívekkel kapcsolatban adott figyelem válasz megjelenésének valószínűségét megnöveli – az a CMÁ szelektív figyelem funkciója. Másrészt módosítja a fajspecifikus viselkedéssel
kapcsolatos vegetatív és szomatomotoros válaszokban szereplő neuronhálózat működését, és megnöveli bizonyos válasz megjelenésének valószínűségét. Ez a CMÁ 'motoros facilitás funkciója.
A CMÁ a szenzoros bemenettel (inputtal) és motoros kimenettel (outputtal) kapcsolatos általános készültségi állapotot jelenti.
A teória alapján a viselkedés csak az organizmikus állapot és a külső környezet kölcsönhatásaként értelmezhető. A CMÁ kondicionálható olyan ingerekkel is, melyek korábban nem rendelkeztek incentív (ösztönző, motiváló) jelentőséggel.
A szervezetre egyidejűleg ható több szükséglet és több ösztönző (incentív) hatásának eredőjeként egy általános motivációs állapot lép fel. Ezt Bindra (1968) centrális motivációs állapotként írja le. Az általános motivációs állapot fontos szerepet tölt be abban, hogy az adott pillanatban legfontosabb motivált cselekvést válasszuk. A szelektív figyelem fókuszának beállítását, illetve bizonyos motoros akciók kiválasztását az befolyásolja, hogy a szervezet túlélése, illetve növekedése és jóléte szempontjából éppen mi a legfontosabb teendő, azaz mi áll a motivációs hierarchia csúcsán.

## További olvasmányok
- Bindra, D. & Stewart, J. (szerk.) (1966) Motivation: selected readings. Penguin Books.
- Séra, L. & Barköczi, I. (1988). A tudat pszichológiai kérdései I. Tankönyvkiadó Vállalat.